# Opsiclines leucomorpha
Opsiclines leucomorpha är en fjärilsart som beskrevs av Oswald Beltram Lower 1900. Opsiclines leucomorpha ingår i släktet Opsiclines och familjen spinnmalar. Inga underarter finns listade i Catalogue of Life.